# Эрнандес, Лори
Ло́ри Эрна́ндес (англ. Laurie Hernandez; род. 9 июня 2000 года) — американская гимнастка (спортивная гимнастика).

## Биография

### 2016
На чемпионате США 2016 года завоевала 4 бронзовые медали: в абсолютном первенстве, на брусьях, на бревне и в вольных упражнениях.
В августе на Олимпийских играх 2016 года в Рио-де-Жанейро стала чемпионкой в командном многоборье и серебряной призёркой на бревне. 
Осенью с партнёром Валентином Чмерковким победила в 23-м сезоне американского телевизионного шоу «Танцы со звёздами» (англ. Dancing with the Stars).

## Избранная фильмография
| Год  |   | Русское название | Оригинальное название | Роль              |
| ---- | - | ---------------- | --------------------- | ----------------- |
| 2017 | с | Жизнь Харли      | Stuck in the Middle   | в роли самой себя |